# Tempel des Markgrafen von Wu

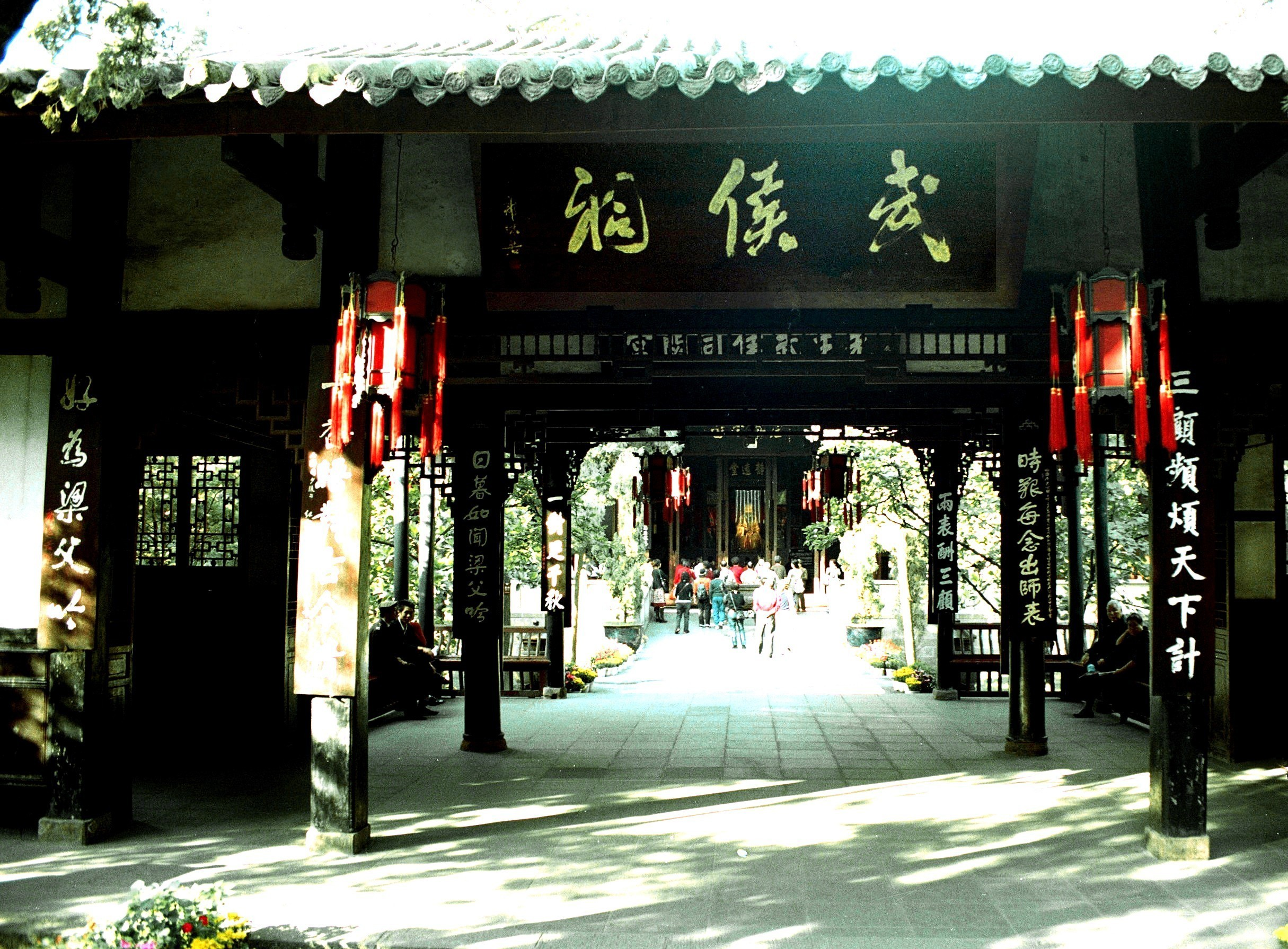
Tempel des Markgrafen von Wu (Wu hou ci)

Der Tempel des Markgrafen von Wu, besser: der Wuhou-Tempel, (chinesisch 武侯祠, Pinyin Wǔhóu Cí – „Tempel des Markgrafens für Militärwesen“) ist einer der schönsten und ältesten Tempel im Südwesten von Chengdu, der Hauptstadt der Provinz Sichuan. 
Der Tempelkomplex wurde erstmals zu Anfang des 4. Jahrhunderts in der Cheng-Han-Zeit der Sechzehn Königreiche errichtet und ist dem Gedenken Zhuge Liang (181–234), dem „Markgrafen für Kriegswesen“ (武侯,  Wǔhóu), gewidmet. Er wurde in der Zeit der Qing-Dynastie (1672) komplett restauriert, was den sehr guten Zustand der Gebäude und Skulpturen erklärt. 
In den einzelnen Gebäuden sind etliche Skulpturen zu sehen. Einige der schönsten sind die achtundzwanzig Beamten und Generäle des Staates Shu, deren Charaktereigenschaften in den Farben ihrer Gesichter festgehalten wurden. 
Neben einem Lotusteich mit einigen Pavillons findet man außerdem den benachbarten Gedenktempel für Liu Bei, der bereits zu Anfang der Ming-Dynastie in die Anlage integriert wurde.
Der Tempel steht seit 1961 auf der Liste der Denkmäler der Volksrepublik China in Sichuan.
In Baidicheng gibt es auch einen Wuhou-Tempel (Wuhou Ci).
Koordinaten: 30° 38′ 54″ N, 104° 2′ 46″ O